# Adolf Speyer
Adolf Speyer, auch Adolph Speyer (* 28. April 1812 in Bad Arolsen; † 14. Oktober 1892 in Rhoden) war ein deutscher Mediziner und Entomologe.

## Leben
Adolf Speyer war ein Sohn des Buchhändlers, Hofbibliothekars und Hofrats August Speyer sen. (1785–1866) und dessen Ehefrau Clementine, geborene Kleinschmit. Seine beiden unverheirateten Schwestern Ida (1814–1884) und Pauline (1816–1893) betreuten die Mädchenschule in Arolsen, sein Bruder Otto (1821–1894) war von 1852 bis 1870 Lehrer an der Höheren Bürgerschule in Arolsen und danach bis 1888 an der Höheren Gewerbeschule in Kassel und sein jüngster Bruder August Speyer jun. (1825–1903) führte die väterliche Buchhandlung in Arolsen weiter.
Adolf Speyer studierte an der Friedrich-Wilhelms-Universität Berlin Medizin und promovierte 1835 mit seiner Dissertation De fontibus medicatis wildungensibus zum Dr. med.
Er beschäftigte sich zeitlebens eingehend mit Schmetterlingen und veröffentlichte während der Zeit seines wissenschaftlichen Wirkens über 70 Publikationen zu diesem Forschungsgebiet. Dabei berücksichtigte er 1843 und 1845 seinen Bruder Otto und später mehrfach dann auch seinen jüngsten Bruder August als Mitautor.
Er war spätestens seit 1852 Mitglied des von Carl August Dohrn geführten Entomologischen Vereins zu Stettin, in dessen Stettiner Entomologischen Zeitung er zahlreiche seiner Schriften veröffentlichte, und wurde zwischen September 1858 und Januar 1859 Mitglied des 1856 von Gustav Kraatz gegründeten Entomologischen Vereins in Berlin.
Adolf Speyer ist unter anderem Erstbeschreiber vom Südlichen Flockenblumen-Grünwidderchen Jordanita budensis (Speyer & Speyer, 1858), einem Schmetterling aus der Familie der Widderchen (Zygaenidae).
Seine Schmetterlingssammlung kam in den Besitz des Lepidopterologen Otto Staudinger.

## Schriften (Auswahl)
- De fontibus medicatis wildungensibus. Dissertatio Inauguralis Physico-Therapeutica, Berlin 1835 (books.google.de)
- mit Otto Speyer: Untersuchung der Beine der Schmetterlinge. Ein Beitrag zur Systematik. In: Isis von Oken, III, 1843, S. 161–207 (biodiversitylibrary.org) und S. 243–264 (biodiversitylibrary.org)
- mit Otto Speyer: Ueber den äußern Bau der Schmetterlinge in den ersten drei Entwicklungsstadien. In: Isis von Oken, XI, 1845, S. 816–864 (biodiversitylibrary.org)
- mit August Speyer: Die geographische Verbreitung der Schmetterlinge Deutschlands und der Schweiz. Nebst Untersuchungen über die geographischen Verhältnisse der Lepidopterenfauna dieser Länder überhaupt. Erster Theil. Die Tagfalter, Schwärmer und Spinner. Engelmann, Leipzig 1858 (biodiversitylibrary.org)
- mit August Speyer: Die geographische Verbreitung der Schmetterlinge Deutschlands und der Schweiz. Nebst Untersuchungen über die geographischen Verhältnisse der Lepidopterenfauna dieser Länder überhaupt. Zweiter Theil. Die Noctuinen im weitern Sinne. Engelmann, Leipzig 1862 (biodiversitylibrary.org)
- Deutsche Schmetterlingskunde für Anfänger. Nebst einer Anleitung zum Sammeln. Dritte, gänzlich umgearbeitete und verbesserte Auflage, Alfred Oehmigte (Moritz Geißler), Leipzig 1879 (biodiversitylibrary.org)